# Tipula (Eumicrotipula) iguazuensis
Tipula (Eumicrotipula) iguazuensis is een tweevleugelige uit de familie langpootmuggen (Tipulidae). De soort komt voor in het Neotropisch gebied.